# Pamenang (plaats)
Pamenang is een bestuurslaag in het regentschap Pringsewu van de provincie Lampung, Indonesië. Pamenang telt 3332 inwoners (volkstelling 2010).